# District Fatezjski
Het district Fatezjski (Russisch: Фатежский район) is een gemeentelijk district van de Russische oblast Koersk. Het bestuurlijk centrum is de stad Fatezj. Het district telde 23.194 inwoners bij de volkstelling van 2002 tegen 29.745 bij die van 1989.

## Geschiedenis
Het district werd opgericht in 1928.